# 日里夫西克
49°16′44″N 24°10′6″E / 49.27889°N 24.16833°E
日里夫西克（烏克蘭語：Жирівське），是烏克蘭西部的村莊，隸屬利維夫州的斯特雷區。該村面積1.35平方公里，海拔高度258米，人口330，人口密度每平方公里289.63人。